# Jagdgeschwader 50
A Jagdgeschwader 50 foi uma asa de caças da Luftwaffe durante a Alemanha Nazi. Foi formada como uma unidade de combate aéreo de grandes altitudes, cujo objectivo era combater os aviões Mosquito da Real Força Aérea. Operou aviões de caça Messerschmitt Bf 109 e, quando foi extinta, o seu efectivo e aeronaves foram absorvidos pela Jagdgeschwader 301.

## Comandantes
- Major Hermann Graf, julho de 1943 - outubro de 1943[3]